# Tomasz Gawroński (lekkoatleta)
Tomasz Gawroński (ur. 7 lutego 1992 roku w Jędrzejowie) – polski lekkoatleta. Jest wielokrotnym zdobywcą podium na lekkoatletycznych mistrzostwach krajowych, europejskich i światowych.  
Srebrny medalista 24 Igrzysk Olimpijskich niesłyszących w maratonie w Caxias do Sul 2022 oraz złoty medalista Mistrzostw Europy Niesłyszących w maratonie w Odense 2023. W przeszłości startował w Lidze Biegów Górskich, zajmując w 2007 roku 7 miejsce w rankingu, plasując się wśród 10 najlepszych biegaczy górskich w Polsce. 

## Sukcesy
Wielokrotny medalista mistrzostw Polski, Europy i świata. Jego największe osiągnięcia to:
- Srebrny medal –  24. Letnie Igrzyska Olimpijskie Niesłyszących w Brazylii - Maraton (2:34:36) – Caxias do Sul 2022 r.[3]

- Złoty medal – mistrzostwa Europy niesłyszących w lekkoatletyce - Maraton  (2:39:42) – Odense 2023 r.[4]
- Brązowy medal – mistrzostwach Europy niesłyszących w lekkoatletyce - Maraton (2:39:6) – Essen 2019 r.[5]
- Srebrny medal – Halowe Mistrzostwa Polski Niesłyszących w lekkoatletyce. 1500 m (4min 22s) – Spała 2023 r.[6]
- Srebrny medal – Halowe Mistrzostwa Polski Niesłyszących w lekkoatletyce. 800 m (2min 7s) – Spała 2023 r.[6]
- Złoty medal - Mistrzostwa Polski Niesłyszących w Lekkoatletyce. 1500 m (4min 14s) - Warszawa 2023r.[7]

## Działalność poza sportem
Poza bieganiem, Tomasz Gawroński jest aktywny w społeczności lokalnej, odwiedzając szkoły i uczestnicząc w wydarzeniach promujących sport i zdrowy tryb życia. W 2023 roku został uhonorowany Złotym Gryfem Powiatu Jędrzejowskiego, nagrodą przyznawaną za działalność pożytku społecznego i integrację społeczności lokalnej.

## Odznaczenia
Został odznaczony następującymi odznaczeniami:
- Srebrny Krzyż Zasługi